# Луций Корнелий Балб Стари
Вижте пояснителната страница за други личности с името Луций Корнелий Балб.
Вижте пояснителната страница за други личности с името Балб.
Луций Корнелий Балб Стари (на латински: Lucius Cornelius Balbus; Maior) e политик на късната Римска република през 1 век пр.н.е. Наричан е Стари, за да се различава от племенника му Луций Корнелий Балб Младши.

## Произход и политическа кариера
Произлиза от Кадис от стара влиятелна фамилия. Той става по време на Втория триумвират консул и е от партията на Гай Юлий Цезар.
За участието му против Серторий в Испания Балб и фамилията му получават от Помпей римско гражданство. Балб е един от главните финансити в Рим и помага за осъществяването на Първия триумвират. Придружава тогавашния пропретор Цезар като praefectus fabrum в Испания (61 пр.н.е.) и в Галия (58 пр.н.е.). Става частен секретар на Цезар. След убийството на Цезар, Балб е съвестник на Октавиан Август и 43 или 42 пр.н.е. става претор.
През 40 пр.н.е. Корнелий Балб е избран за суфектконсул. За пръв път се дава на чужденец тази чест. Смъртната му дата е неизвестна.
Балб води дневник за важните събития за своя и на Цезар живот. Осмата книга за Галските войни, написана от приятеля му Авъл Хирций, е посветена на него.